# Шэньчжоу-17
«Шэньчжоу-17» (кит. 神舟十七号, пиньинь Shénzhōu Shíqī-hào, буквально: «Священный челн-17», англ. Shenzhou-17) — двенадцатый пилотируемый космический корабль КНР серии «Шэньчжоу», шестая экспедиция на станцию «Тяньгун».

## Экипаж
Состав экипажа был объявлен 25 октября 2023 года.
| Тайконавт     | должность    | № полёта | Организация |
| ------------- | ------------ | -------- | ----------- |
| Тан Хунбо     | Командир     | 2        | CNSA        |
| Тан Шэнцзе    | член экипажа | 1        | CNSA        |
| Цзян Синьлинь | член экипажа | 1        | CNSA        |

Все трое космонавтов — лётчики ВВС Китая. Этот экипаж — самый молодой (средний возраст космонавтов составил 38 лет) в истории китайской пилотируемой космонавтики на время старта.

## Полёт
Корабль запущен к орбитальной станции «Тяньгун» 26 октября 2023 года, в 3:14:02 UTC и успешно пристыковался к ней в этот же день после 6,5-часового перелёта. Началась работа шестой основной экспедиции на станции «Тяньгун».
Члены экипажа китайского пилотируемого космического корабля «Шэньчжоу-17», находящиеся на борту китайской космической станции, завершили свой первый выход в открытый космос 21 декабря 2023 года в 21:35 по пекинскому времени.
Во время полёта экипажа «Шэньчжоу-17» к станции «Тяньгун» успешно пристыковался грузовой космический корабль «Тяньчжоу-7» (стыковка состоялась 17 января 2024 года в 17:46 UTC).
2 марта 2024 года члены экипажа «Шэньчжоу-17» — Тан Хунбо и Цзян Синьлинь осуществили ещё один выход в открытый космос.
25 апреля 2024 года к орбитальной станции «Тяньгун» пристыковался космический корабль «Шэньчжоу-18» с очередным экипажем и произошла смена экипажа космической станции.
«Шэньчжоу-17» отстыковался от орбитального комплекса 30 апреля 2024 года, и начал возвращение на Землю.
Посадка состоялась на площадке «Дунфэн» в автономном районе Внутренняя Монголия 30 апреля в 9:46 UTC.